# Linda Arvidson
Linda Arvidson (12 de julho de 1884 – 26 de julho de 1949) foi uma atriz norte-americana da era do cinema mudo.

## Biografia
Linda Arvidson foi a primeira esposa do diretor D. W. Griffith (1906–1936). Ela interpretou nos papéis principais em muitos de seus primeiros filmes. Embora, ela foi por vezes creditada como Linda Griffith. O casal separou por volta de 1912 e, finalmente, divorciaram-se em 1936, quando Griffith pretendia se casar novamente. Em 1925, ela escreveu sua autobiografia, When the Movies Were Young (1925, 1968). Ela é mencionada em The Biograph Girl, um romance de William J. Mann, baseado em Florence Lawrence. Ela atuou em 154 filmes entre 1907 e 1916.

## Filmografia selecionada
- The Adventures of Dollie (1908)
- The Bandit's Waterloo (1908)
- Balked at the Altar (1908)
- After Many Years (1908)
- The Taming of the Shrew (1908)
- The Pirate's Gold (1908)
- The Song of the Shirt (1908)
- A Woman's Way (1908)
- The Clubman and the Tramp (1908)
- His Daughter (1911)
- How She Triumphed (1911)
- Enoch Arden (1911)
- The Miser's Heart (1911)